# Nishiki-e

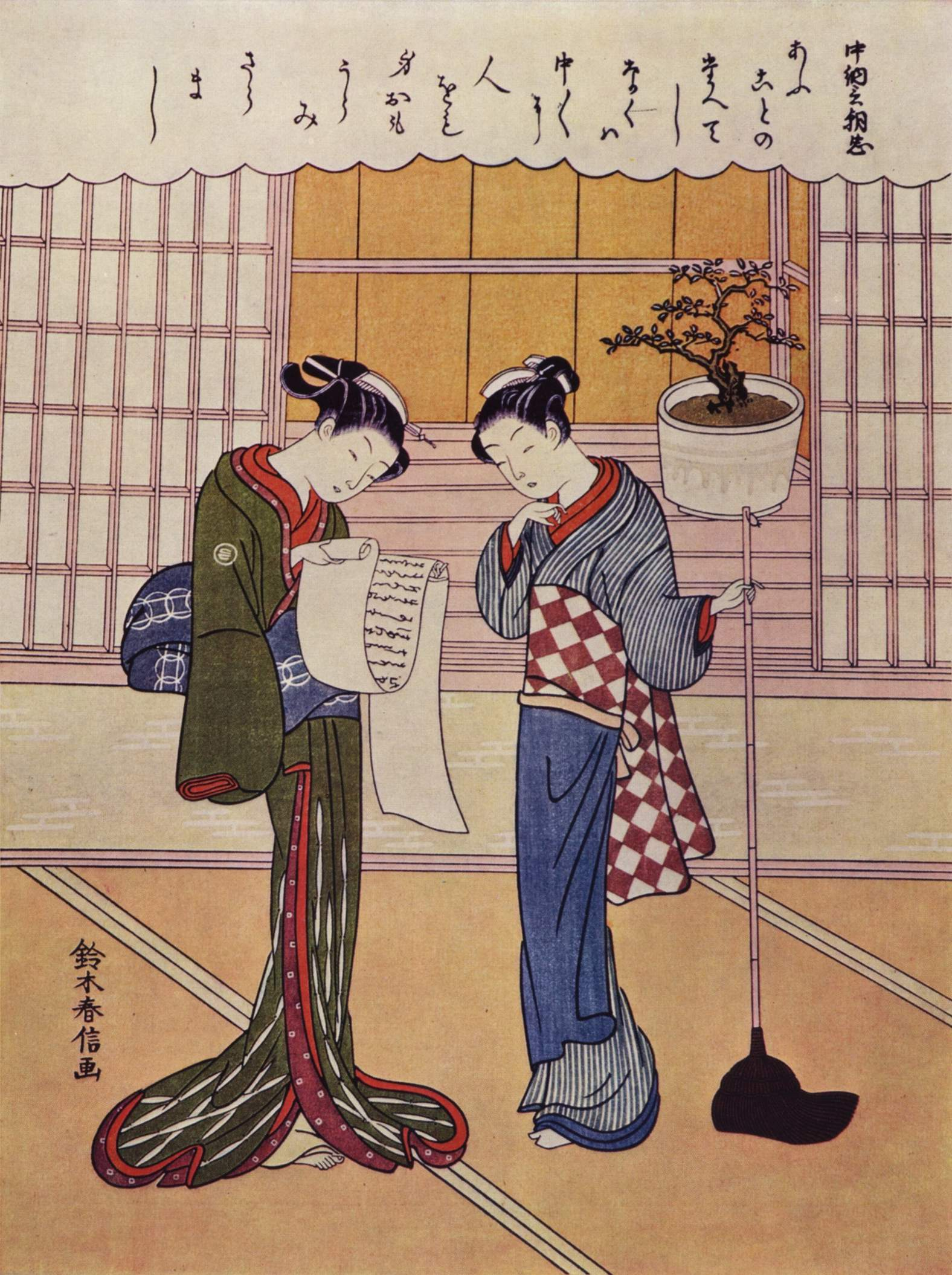
Deux femmes sur une véranda, Suzuki Harunobu, collection H. C. Bechtler, Zurich.

Nishiki-e (錦絵, « estampe de brocart »), également appelée Edo-e, en référence à la capitale de l'époque, est une des étapes techniques de la mise en couleur des estampes japonaises. Elle fut utilisée principalement dans l’ukiyo-e.

## Origine
Les nishiki-e furent inventées vers 1760, puis perfectionnées et popularisées par Suzuki Harunobu, dans un premier temps au travers des e-goyomi (« estampes-calendriers »).
Il est à noter en effet que c'est le goût des riches Japonais pour les luxueux e-goyomi, ces calendriers sous forme d'estampes, destinés à contourner le monopole d'État, qui a permis à Harunobu d'entreprendre les coûteux perfectionnements qui ont mené aux nishiki-e.
Harunobu produisit alors un grand nombre de nishiki-e entre 1765 et sa mort, cinq ans plus tard.
Auparavant, le texte était habituellement monochrome, tout comme les illustrations de livres, mais la popularité croissante du ukiyo-e créa une demande pour un nombre de couleurs croissant et une plus grande complexité des techniques.

## Technique
Initialement, les estampes étaient exclusivement imprimées à l’encre de Chine sumi ; plus tard, certaines estampes ont été rehaussées de couleurs apposées à la main — ce qui restait coûteux — puis par impression à partir de blocs de bois portant les couleurs à imprimer, encore très peu nombreuses, pour enfin aboutir au nishiki-e, avec plus d'une dizaines de planches de couleurs.
Cette technique implique des planches de bois multiples, une planche principale portant le dessin proprement dit, puis une pour chaque portion de l'image, permettant d'utiliser un grand nombre de couleurs différentes, et de parvenir à des images très complexes et détaillées. Une planche séparée est gravée et appliquée seulement à la partie de l'image lui correspondant. Des marques de repérage nommées kentō (見当) étaient utilisées pour le positionnement exact de chaque planche. Des dégradés peuvent être réalisés lors de l'encrage, ainsi que des gaufrages ponctuels du papier ou l'adjonction de pigments métalliques ou nacrés.